# الکساندرا کلوگ

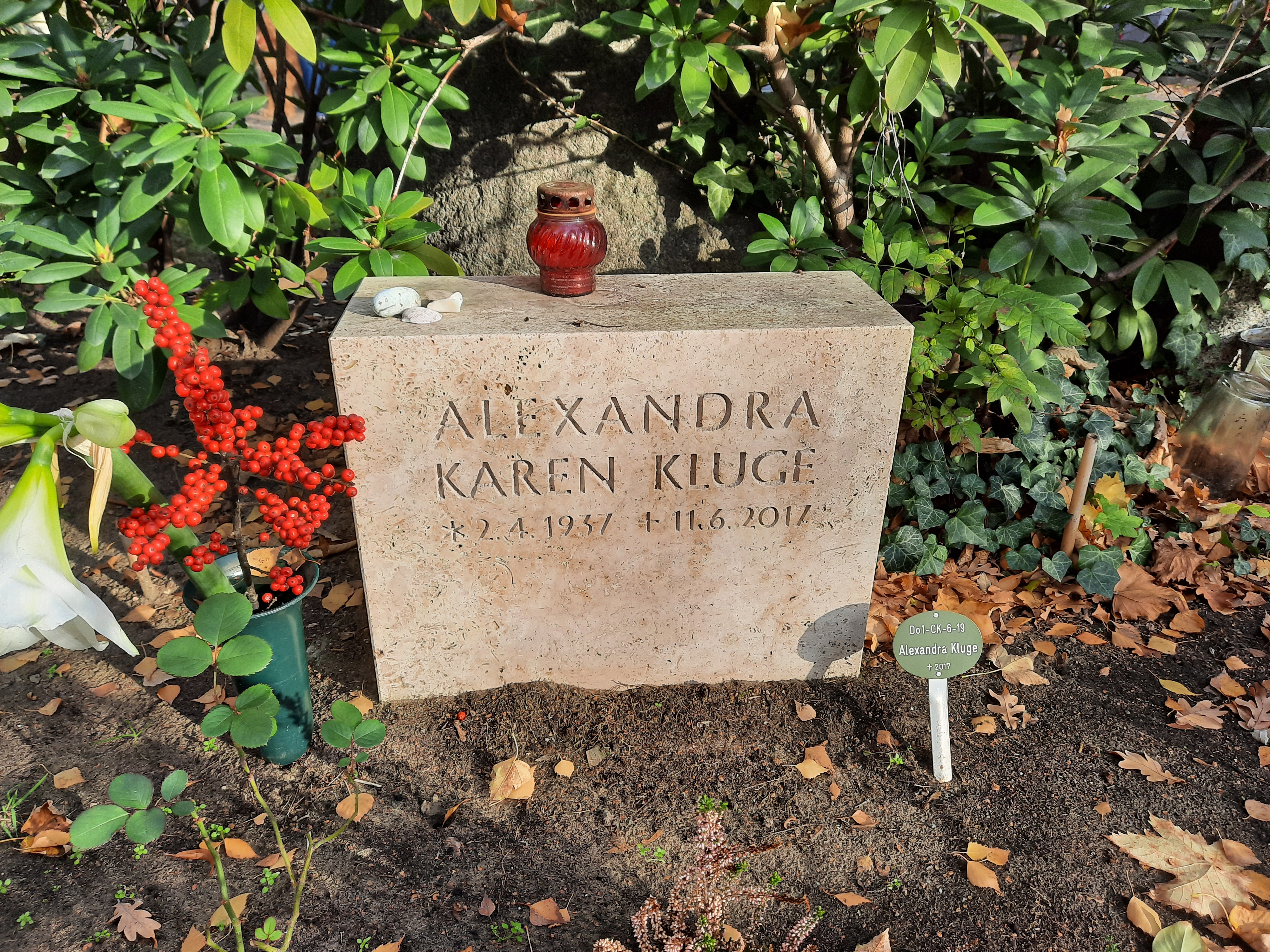
تصویری از سنگ قبر الکساندرا کلوگ

الکساندرا کلوگه (انگلیسی: Alexandra Kluge; ۲ آوریل ۱۹۳۷ – ۱۱ ژوئن ۲۰۱۷) پزشک و بازیگر سینمای اهل آلمان بود.
وی برندهٔ جوایزی همچون جایزۀ فیلم آلمان شده‌ است.